# Gonzalo Vargas
Pour les articles homonymes, voir Vargas.
Gonzalo Vargas est un footballeur uruguayen né le 22 septembre 1981 à Montevideo. Il évolue au poste d'attaquant.

## Biographie
Après trois saisons dans un club de sa ville natale, le Defensor, Vargas, rejoint un club argentin, le Gimnasia. Surnommé « El turbo » en référence à son explosivité, il termine meilleur buteur du championnat d'Argentine avec 22 buts. 
Il est alors repéré par l'AS Monaco, qui le recrute mais il ne parvient pas à s'imposer en équipe première. Il marque tout de même un but en coupe de France face à l'US Quevilly. À l'été 2007, il est prêté par l'AS Monaco au FC Sochaux où il ne parvient pas non plus à s'imposer. Il est de nouveau prêté, avec option d'achat pour la saison 2008-2009 au club mexicain de l'Atlas Guadalajara. Le 25 juin 2009, l'AS Monaco annonce que son contrat est résilié.
En 2011, il retourne au Gimnasia après la relégation du club en deuxième division argentine. Il rejoint en 2013 Bella Vista, où le club réalise néanmoins une saison moyenne (1 seul but marqué). Il évolue depuis au Rampla Juniors Fútbol Club. 

## Palmarès
- Meilleur buteur du championnat Argentin en 2006 (Gimnasia)
- 4e de la Copa América 2007 avec l'Uruguay

## Statistiques
| Saison      | Club                       | Pays             | Championnat        | Coupes nationales | Coupes continentales |
| ----------- | -------------------------- | ---------------- | ------------------ | ----------------- | -------------------- |
| 2014-2015   | Rampla Juniors Fútbol Club | Primera división | 1 match            |                   |                      |
| 2012-2013   | Bella Vista                | Primera división | 14 matchs, 1 but   |                   |                      |
| 2011-2012   | Gimnasia La Plata          | Primera división | 22 matchs, 3 buts  |                   | 1 match, 1 but       |
| 2010-2011   | Argentinos Juniors         | Primera división | 22 matchs, 4 buts  |                   | 2 matchs             |
| 2009-2010   | CF Atlas                   | Mexique          | 24 matchs, 3 buts  |                   |                      |
| 2008 - 2009 | CF Atlas                   | D1 mexicaine     | 1 match, 2 buts    | - match           | -                    |
| 2007 - 2008 | FC Sochaux                 | Ligue 1          | 4 matchs           | 1 match           | C3 : 1 match         |
| 2006 - 2007 | AS Monaco                  | Ligue 1          | 8 matchs           | 3 matchs, 1 but   | -                    |
| 2005 - 2006 | Gimnasia LP                | Primera división | 37 matchs, 22 buts | ? matchs          | -                    |
| 2004 - 2005 | Gimnasia LP                | Primera división | 18 matchs, 5 buts  | ? matchs          | -                    |
| 2004        | Defensor Sporting          | Primera          | 17 matchs, 11 buts | ? matchs          | -                    |
| 2003        | Defensor Sportin g         | Primera          | 33 matchs, 12 buts | ? matchs          | -                    |
| 2002        | Defensor Sporting          | Primera          | 38 matchs, 19 buts | ? matchs          | -                    |
| 2001        | Defensor Sporting          | Primera          | 6 matchs, 1 but    | ? matchs          | -                    |